# John Cann
John Cann, född 15 januari 1938, är en australisk friidrottare. Han deltog vid olympiska sommarspelen 1956.